# Чемпионат мира по стрельбе 1929
Чемпионат мира по стрельбе 1929 года прошёл в Стокгольме (Швеция).

## Общий медальный зачёт
| Место | Страна       | Золото | Серебро | Бронза | Всего |
| ----- | ------------ | ------ | ------- | ------ | ----- |
| 1     | Швейцария    | 9      | 5       | 3      | 17    |
| 2     | Швеция       | 7      | 7       | 3      | 17    |
| 3     | Норвегия     | 2      | 2       | 1      | 5     |
| 4     | Венгрия      | 2      | 0       | 0      | 2     |
| 5     | Финляндия    | 1      | 2       | 5      | 8     |
| 6     | Дания        | 0      | 2       | 0      | 2     |
| 7     | США          | 0      | 1       | 4      | 5     |
| 8     | Италия       | 0      | 1       | 1      | 2     |
| 9     | Испания      | 0      | 1       | 0      | 1     |
| 10    | Германия     | 0      | 0       | 2      | 2     |
| 11    | Чехословакия | 0      | 0       | 1      | 1     |
| 11    | Франция      | 0      | 0       | 1      | 1     |
| Всего | Всего        | 21     | 21      | 21     | 63    |

## Медалисты
| Дисциплина                                       | Золото                                                                                      | Серебро                                                                                           | Бронза                                                                                        |
| ------------------------------------------------ | ------------------------------------------------------------------------------------------- | ------------------------------------------------------------------------------------------------- | --------------------------------------------------------------------------------------------- |
| Винтовка лёжа, 50 метров                         | Карл-Август Ларссон                                                                         | Ларс Клярих                                                                                       | Эйнари Окса                                                                                   |
| Винтовка лёжа, 50 метров (команды)               | Финляндия · Вильё Аро · Ларс Клярих · Свен Линдгрен · Эйнари Окса · Альберт Равила          | Швеция · Олле Эрикссон · Карл Ларссон · Нильс Ларссон · Эвальд Свенссон · Ивар Вестер             | США · Джон Блэйкли · Харри Реншоу · Джо Шарп · Рассел Сейтзингер · Пол Вудс                   |
| Винтовка стоя, 50 метров                         | Олле Эрикссон                                                                               | П. Й. Педерсен                                                                                    | Эйнари Окса                                                                                   |
| Винтовка стоя, 50 метров (команды)               | Швейцария · Йосиас Хартман · Вальтер Линхард · Фриц Кюхен · Якоб Райх · Карл Циммерман      | Дания · Паул Герлов · Паул Мёллер · Кристен Мёллер · Андерс Петер Нильсен · П. Й. Педерсен        | Норвегия · Мориц Амундсен · Вилли Рёгеберг · Фредрик Нилсен · Арне Амундсен · Мартин Трулсруд |
| Винтовка с трёх позиций, 300 метров              | Йосиас Хартман                                                                              | Карл Циммерман                                                                                    | Харри Реншоу                                                                                  |
| Винтовка с трёх позиций, 300 метров (команды)    | Швейцария · Йосиас Хартман · Вальтер Линхард · Якоб Райх · Эрнст Телленбах · Карл Циммерман | США · Джон Блэйкли · Харри Реншоу · Джо Шарп · Рассел Сейтзингер · Пол Вудс                       | Швеция · Олле Эрикссон · Мориц Эрикссон · Густаф Андерссон · Эрик Ульссон · Эмрик Карлссон    |
| Винтовка лёжа, 300 метров                        | Эмрик Карлссон                                                                              | Олле Эрикссон                                                                                     | Йосиас Хартман                                                                                |
| Винтовка с колена, 300 метров                    | Карл Циммерман                                                                              | Йосиас Хартман                                                                                    | Харри Реншоу                                                                                  |
| Винтовка стоя, 300 метров                        | Карл Циммерман                                                                              | Йосиас Хартман                                                                                    | Рассел Сейтзингер                                                                             |
| Армейская винтовка с трёх позиций, 300 метров    | Олле Эрикссон                                                                               | Йосиас Хартман                                                                                    | Карл Циммерман                                                                                |
| Армейская винтовка лёжа, 300 метров              | Эрнст Малмгрен                                                                              | Олле Эрикссон                                                                                     | Франтишек Чермак                                                                              |
| Армейская винтовка с колена, 300 метров          | Карл Циммерман                                                                              | Камилло Иснарди                                                                                   | Эдуард Цумштайн                                                                               |
| Армейская винтовка стоя, 300 метров              | Йосиас Хартман                                                                              | Олле Эрикссон                                                                                     | Лудовико Нулли                                                                                |
| Произвольный пистолет, 50 метров                 | Фриц Цулауф                                                                                 | Якоб Фишер                                                                                        | Оскар Эрикссон                                                                                |
| Произвольный пистолет, 50 метров (команды)       | Швейцария · Якоб Фишер · Роберт Блюм · Жан Ревийо де Буде · Вильгельм Шнидер · Фриц Цулауф  | Испания · Сиприани Ромеро · Хосе Бенто Лопес · Луис Калвет Сандос · Хосе Эскена · Гарсиа Мартинес | Франция · Андре де Кастельбажак · Андре дес Жамоньер · Поль Гремено · Марсель Бонен · Г.Режи  |
| Одиночные выстрелы по «бегущему оленю»           | Отто Олсен                                                                                  | Брур Нильссон                                                                                     | Мартти Лиуттула                                                                               |
| Одиночные выстрелы по «бегущему оленю» (команды) | Швеция · Отто Хултберг · Фредрик Ланделиус · Брур Нильссон · Билл Модин                     | Норвегия · Торстейн Йохансен · Оле Лилло-Олmсен · Эйнар Либерг · Отто Олсен                       | Финляндия · Леннарт Ханнелиус · Мартти Лиуттула · Карл Вегелиус                               |
| Двойные выстрелы по «бегущему оленю»             | Отто Хултберг                                                                               | Отто Олсен                                                                                        | Билл Модин                                                                                    |
| Двойные выстрелы по «бегущему оленю» (команды)   | Норвегия · Торстейн Йохансен · Оле Лилло-Олmсен · Эйнар Либерг · Отто Олсен                 | Швеция · Отто Хултберг · Фредрик Ланделиус · Брур Нильссон · Билл Модин                           | Финляндия · Леннарт Ханнелиус · Мартти Лиуттула · Карл Вегелиус                               |
| Трап                                             | Шандор Лумницер                                                                             | Фредрик Ланделиус                                                                                 | Хельмут Келлер                                                                                |
| Трап (команды)                                   | Венгрия · Шандор Дора · Паль Дора · Шандор Лумницер · Иштван Штрассбургер                   | Финляндия · Аке аф Форселлес · Вернер Экман · Роберт Хубер · Конрад Хубер                         | Германия · Хельмут Келлер · Л.Шиви · Рудольф Зак · Зирслорпфф                                 |